# Minersville (Pensilvania)
Minersville es un borough ubicado en el condado de Schuylkill en el estado estadounidense de Pensilvania. En el año 2000 tenía una población de 4.552 habitantes y una densidad poblacional de 2,683 personas por km².

## Geografía
Minersville se encuentra ubicado en las coordenadas 40°41′26″N 76°15′37″O / 40.69056, -76.26028.

## Demografía
Según la Oficina del Censo en 2000 los ingresos medios por hogar en la localidad eran de $28,373 y los ingresos medios por familia eran $36,759. Los hombres tenían unos ingresos medios de $32,073 frente a los $19,898 para las mujeres. La renta per cápita para la localidad era de $15,623. Alrededor del 15% de la población estaba por debajo del umbral de pobreza.